# هوم‌استون
هوم‌استون (به انگلیسی: Homestown) یک شهر در ایالات متحده آمریکا است که در شهرستان پمیسکات، میزوری واقع شده‌است. هوم‌استون ۰٫۳۱ کیلومتر مربع مساحت و ۱۵۱ نفر جمعیت دارد و ۸۲ متر بالاتر از سطح دریا واقع شده‌است.